# Gastronomía chifa

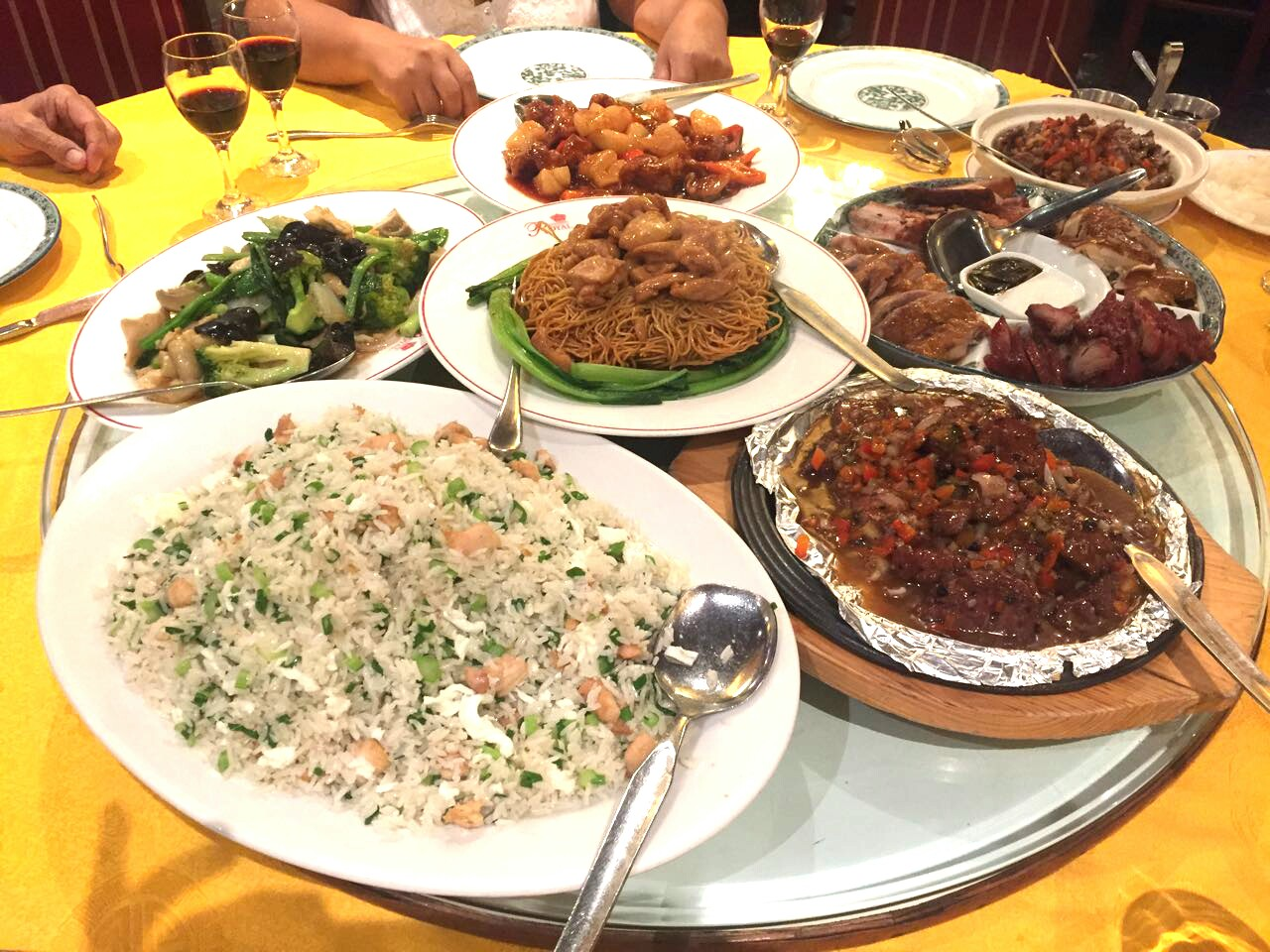
Varios platos de la gastronomía chifa en un restaurante chifa de Lima.

Chifa es un término originado en el Perú para referirse a la cocina chifa, cocina tusán o gastronomía peruano-china, es decir, a las costumbres culinarias llevadas y adaptadas por los inmigrantes chinos desde mediados del siglo XIX, como también a los restaurantes chifa peruano-oriental donde esta comida es servida.
La cocina chifa ha evolucionado enormemente y ha adquirido una personalidad propia, formando parte de la gastronomía del Perú desde el siglo XIX.

## Etimología
El origen del término «chifa» provendría de la combinación de los términos cantoneses 食飯喇 (jyutping: sik9 fan6 la3) significando 'comer arroz cocido (siendo el arroz un alimento tan básico, que se extiende a la generalidad)'. El término habría surgido en la década de 1930 entre los limeños al escuchar a los chinos utilizar la voz chifan como llamado para comer en las fondas que regentaban.

### Expansión
En Ecuador el término ha llegado por la cercanía con Perú y la presencia de inmigración china. La gastronomía chifa se ha hecho popular y es consumida por la población. En este país, este tipo de comida se origina por la fusión entre la gastronomía china y la gastronomía ecuatoriana, a raíz de la inmigración de nacionales chinos al país a inicios del siglo XX.

## Historia

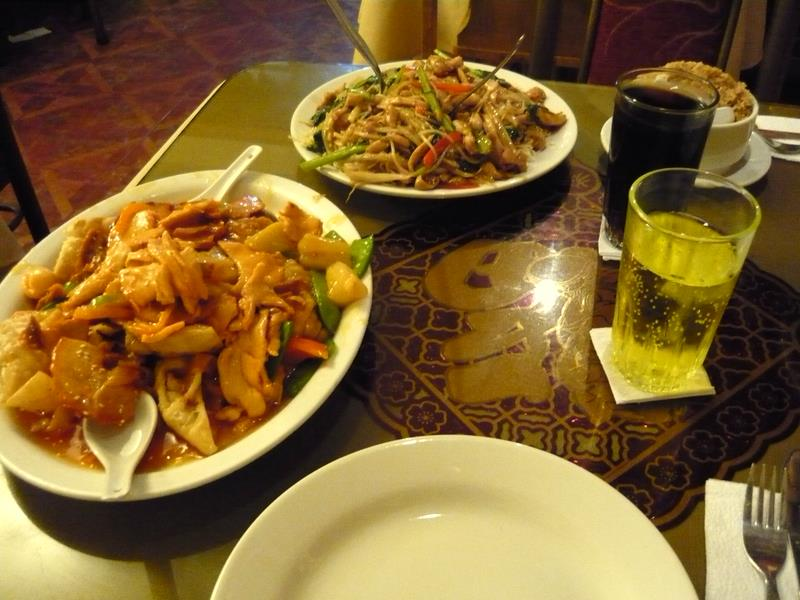
Menú en el San Joi Lao

El migrante chino llega al Perú bajo el nombre "culí" desde 1849. Los trabajadores chinos firmaban un contrato en donde se comprometían a trabajar durante ocho años para los latifundistas. Generalmente estos contratos se firmaban en Macao; este documento permitía al inmigrante ingresar al Perú sin problemas. Asimismo, aseguraba al intermediario entre los chinos y los contratantes, la compensación que daba el Estado por cada trabajador. Obligaba al contratante a destinar parte de su suelo al cultivo de plantas comestibles de origen chino para el consumo de los contratados. Sin embargo, en muchos casos los inmigrantes chinos sufrieron condiciones semejantes a la esclavitud, debido a las elevadas deudas que contraían para venir al Perú y vivir en este país y a las manipulaciones de sus patrones.
Los chinos llegados a Perú fueron insertándose en la sociedad, adaptándose a las costumbres, pero siempre mantuvieron su tradición culinaria. Conforme progresaban económicamente importaron de China los productos necesarios y sembraron sus propias verduras para que nada les faltara. Incluso algunos platos criollos como el tacu-tacu o el lomo saltado se cree que fueron influencia de los chinos. De este modo, se puede hablar de una cocina chino-peruana, con rasgos que la distinguen de las demás culinarias de origen chino.

### De las fondas a los chifas

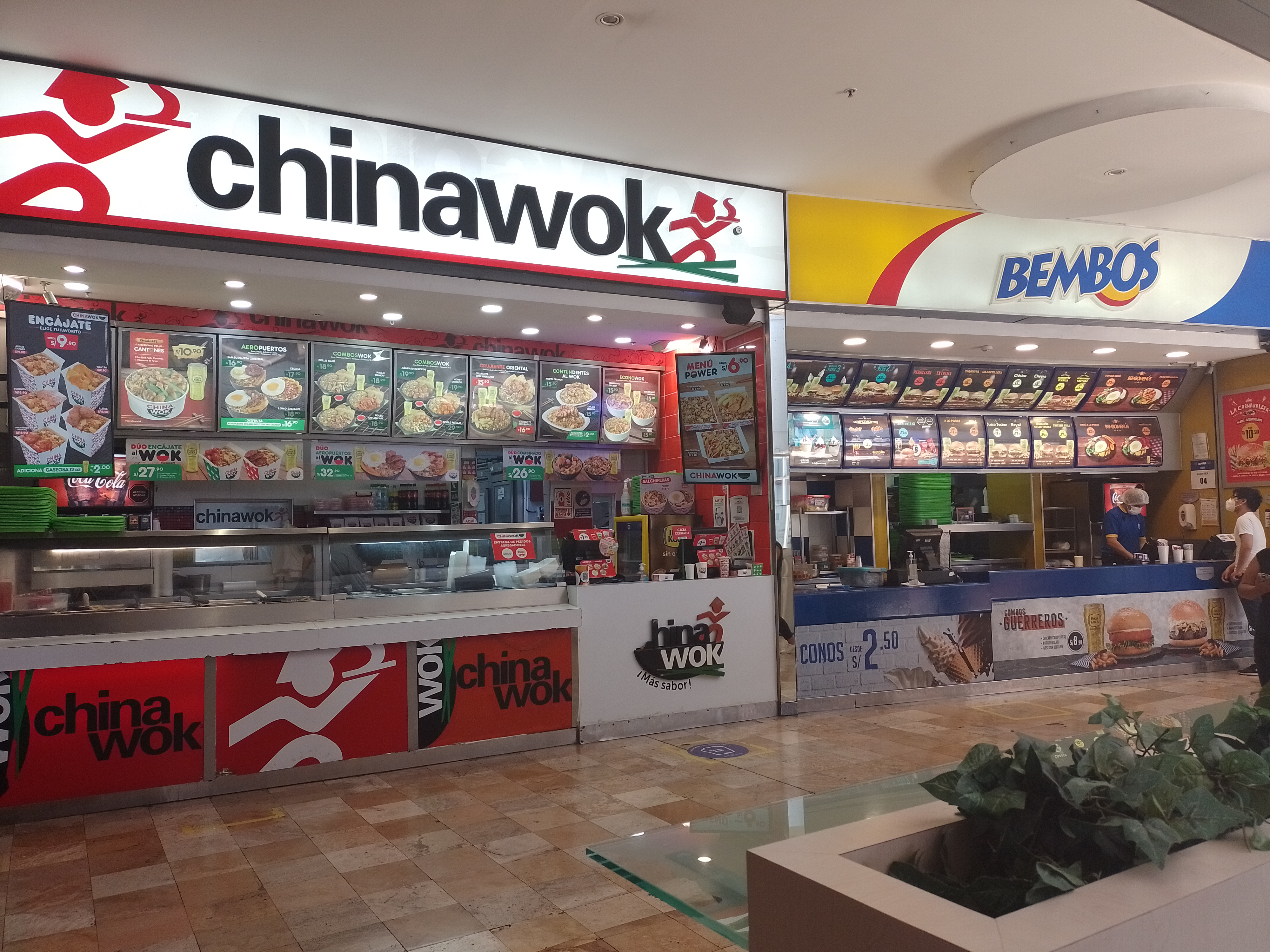
Un China Wok junto a un Bembos en el Real Plaza de Centro Cívico de Lima, la gastronomía chifa incluso llegó a la comida rápida y al retail.

El origen de los chifas tal como se conocen actualmente estuvo en las fondas chinas que organizaban los culíes al obtener su libertad. Estos eran pequeños negocios de alojamiento y comida dirigidos a los sectores populares. Los documentos más antiguos que dan cuenta de su funcionamiento datan de los años 1863 y 1874, en las ciudades de Camaná y Huánuco, respectivamente.
El primer chifa de Lima fue inaugurado formalmente el año 1921, fue conocido como «Kuong Tong» (Cantón) y allí se acuñó el término «taypá»; perteneció al adinerado peruano Juan Iglesias o Chan Kay Chu, fundador del Tayouc Club y cónsul de la China en Perú, estuvo ubicado en la calle Capón, que por ese entonces ya conocida como el Barrio Chino de Lima.
En 1934 abre sus puertas el renovado San Joy Lao, que alcanzaría gran renombre, aunque ya venía funcionando desde 1911 como un pequeño negocio familiar. Luego le siguieron el Tonquin Sen, Ton Pho (que tomó el nombre de un antiguo poeta chino), el Kam Lin y el Men Yut, entre otros.
Las clases altas limeñas aceptaron la salsa agridulce, el arroz chaufa, las suaves sopas y otras preparaciones de esta cocina. También a partir de ahí, el ama de casa incorporó a sus menús el uso del kión (jengibre), el sillao (salsa de soja), el jolantao, la cebollita china, la col china, el pakchoy y tantos otros ingredientes chinos que visitan la mesa diaria limeña. La comida chifa se hizo popular y de alto consumo, posteriormente en la capital y departamentos del país surgieron locales que vendían este tipo de comidas, los cuales también se denominan "chifas".
El año 1950 se publicó el primer recetario de comida «chifa» dentro de un recetario de comida criolla y repostería peruana.

## Platos más populares

### Entrantes y piqueos
Vienen generalmente acompañados con salsa de tamarindo, salsa hoisin, salsa de soja y una salsa picante china.
- Wantán frito
- Siu Mai
- Ja kao
- Sui kao
- Rollo primavera
- Chanqui

### Sopas
- Sopa wantán
- Sopa womín
- Sopa fuchifú
- Sopa sui kao

### Platos más populares
- Arroz chaufa: Es un plato muy popular que consiste en un arroz frito donde los ingredientes son salteados en un wok a una temperatura muy alta. Existen muchas versiones de arroz chaufa según la carne utilizada: pollo, res, cerdo, langostinos, mariscos, charqui, entre otros. En los hogares peruanos también se prepara una versión de chaufa “criollo”, agregándole ingredientes como hot dog o pescado. El consumo del arroz chaufa en los restaurantes populares peruanos (no solo en los chifas) se asume como un plato de fondo, mientras en los de mayor rango es tenido como acompañante de los platos especiales.[8]
- Tallarín saltado: fideos cocidos hechos de harina de trigo. Luego son salteados en un wok a altas temperaturas con varios tipos de verduras y carnes.
- Aeropuerto: Plato popularizado en la década de 1990, es la combinación de arroz chaufa y tallarín saltado en un solo plato. Suele caracterizarse por servirse en grandes porciones. Por extensión también se le denomina aeropuerto a cualquier combinación de platos de cocina chifa servidos de forma generosa.[9]
- Pollo con tamarindo.
- Chancho con tamarindo.
- Kam Lu Wantán.
- Taypa especial.
- Pollo chijaukai.
- Pollo Ti Pa Kay.

### Dulces
- Min pao: Una especie de bolillo de masa cocida al vapor relleno de frejol colado. El min pao también tiene su versión salada con otros rellenos. En Lima es muy popular y fácil de encontrar en locales y puestos de bocadillos chinos; en el interior del país, por el contrario, es poco común y casi inexistente.

### Bebidas
- Té jazmín. Su consumo es muy tradicional. Se sirve en tazas o en pequeñas teteras con capacidad para servir a 3 o 4 personas.
- Pisco sour chino:[10] Es una bebida elaborada basándose en la receta tradicional del pisco sour peruano, añadiéndole "chirimoyita china" o lichi.
- Inca Kola: Muchas personas en Perú recomiendan acompañar el chifa con la bebida gaseosa Inca Kola.[11]

### Acompañamientos
Los platos de chifa se acompañan de sillao y algunos otros con salsa de tamarindo. En muchos chifas se evidencia el proceso de mestizaje con otros acompañamientos como las salsas de ají, rocoto y el jugo de limón.

## Impacto sociocultural
Esta comida es muy diferente de la comida china que se puede saborear en otras partes del mundo. Su integración con la sazón propiamente peruana le ha dado un sabor muy especial a sus variados platos; dando como resultado una comida de sabor diferente a pesar de que muchas veces los cocineros sean chinos de primera generación.
La cocina chifa se ha consolidado fuertemente en el gusto de los comensales peruanos; así los restaurantes chifas se convirtieron en lugares imprescindibles para todo tipo de celebraciones. Con el auge internacional de la gastronomía peruana, la comida chifa se viene expandiendo hacia otros países de la región. Asimismo, la diáspora peruana ha dado pie a la apertura de locales de cocina chifa en varios países, como Bolivia, Chile, Brasil, Argentina, Ecuador, Colombia, EE. UU., España y Canadá.

## Galería

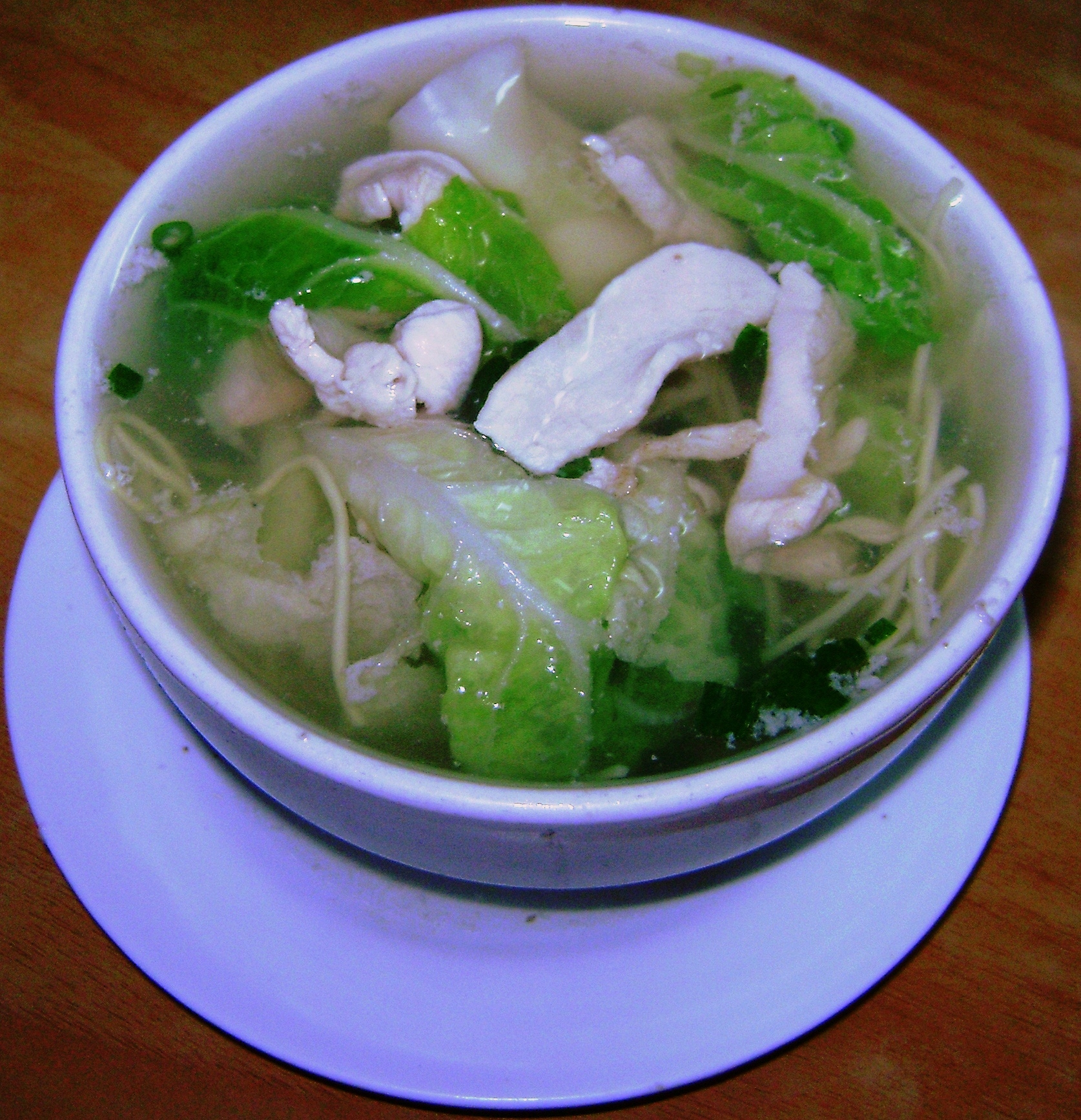
Sopa wantán
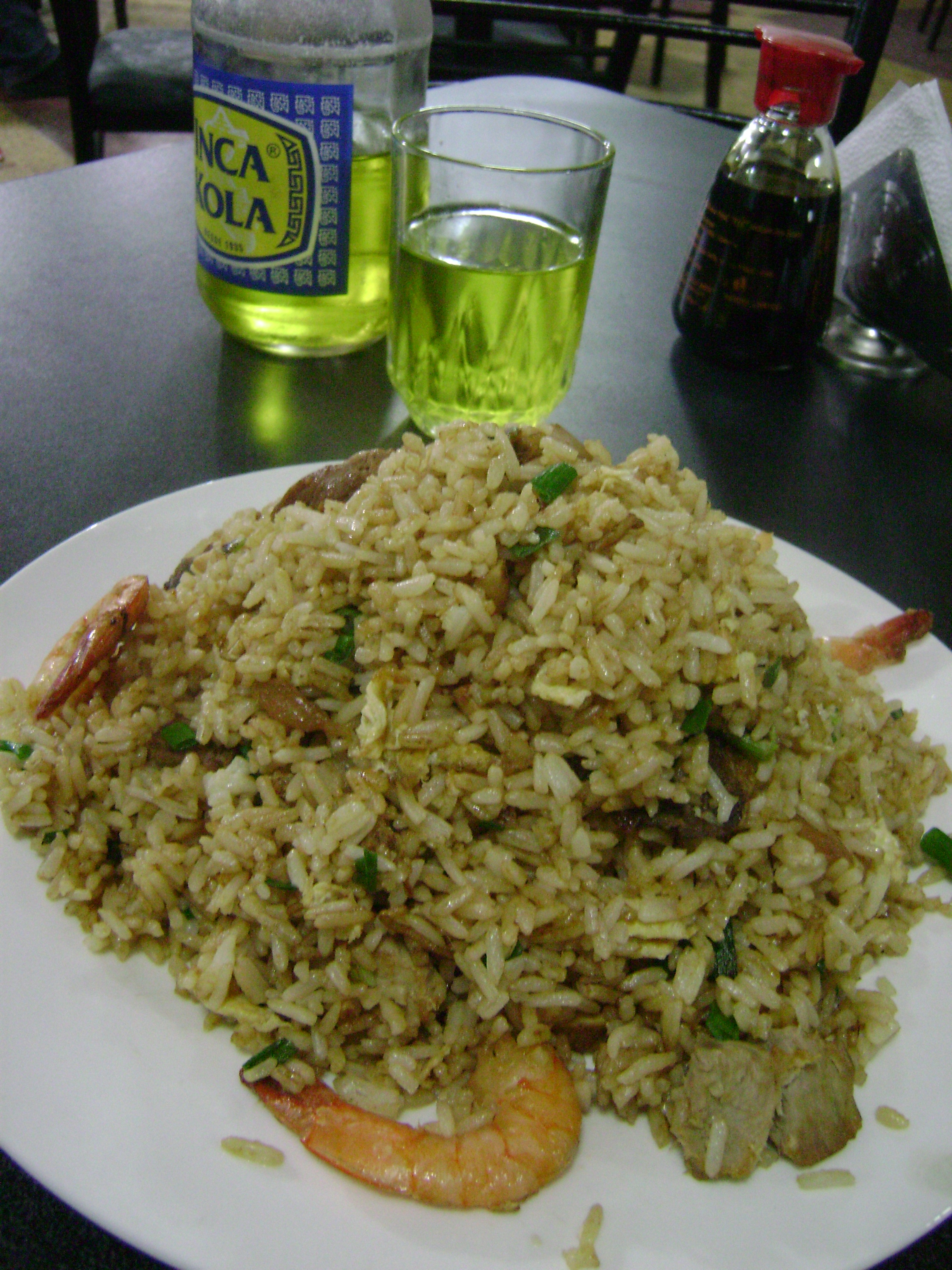
Arroz chaufa especial con Inca Kola
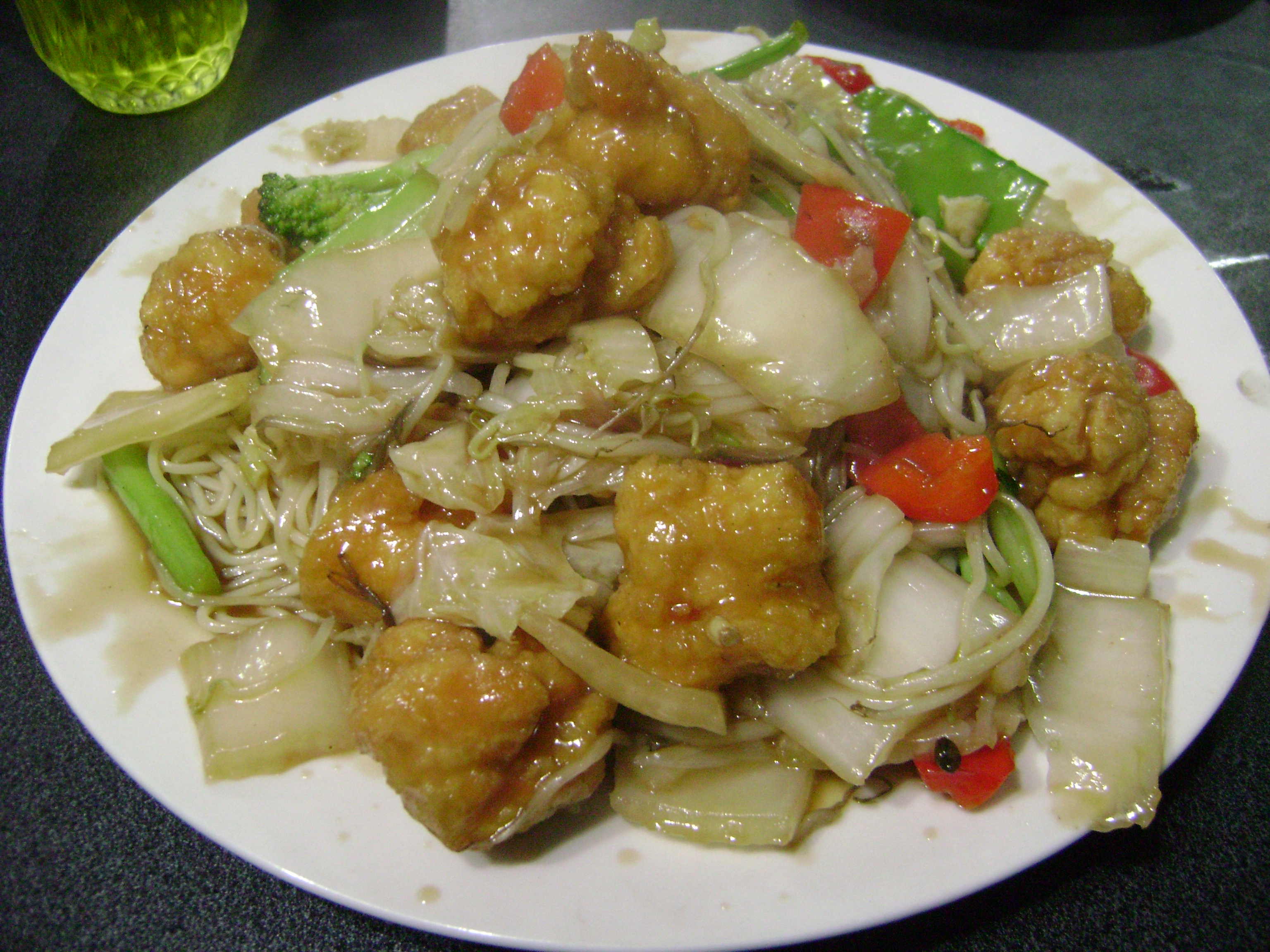
Tallarín saltado
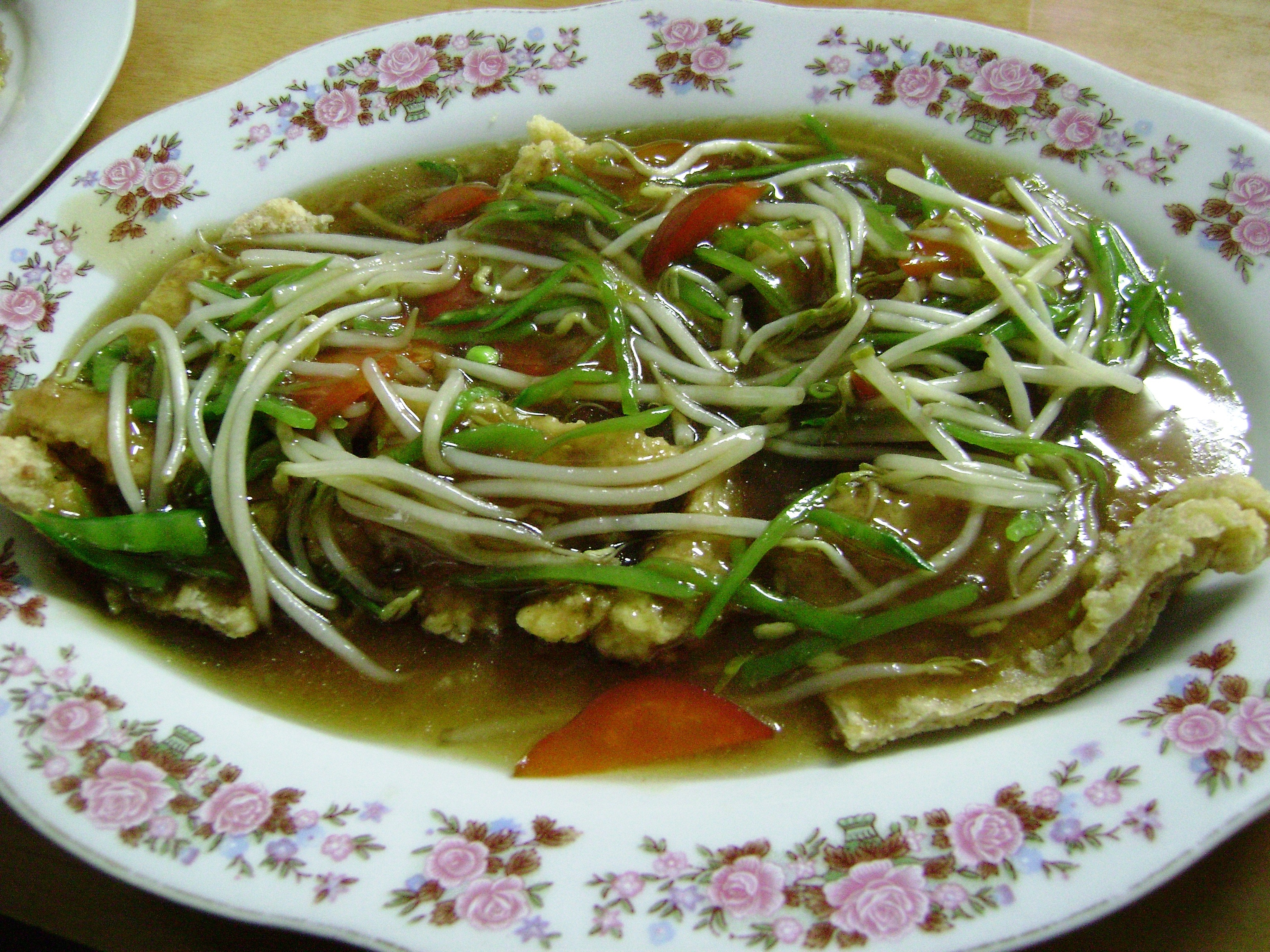
Chi Jau Kay
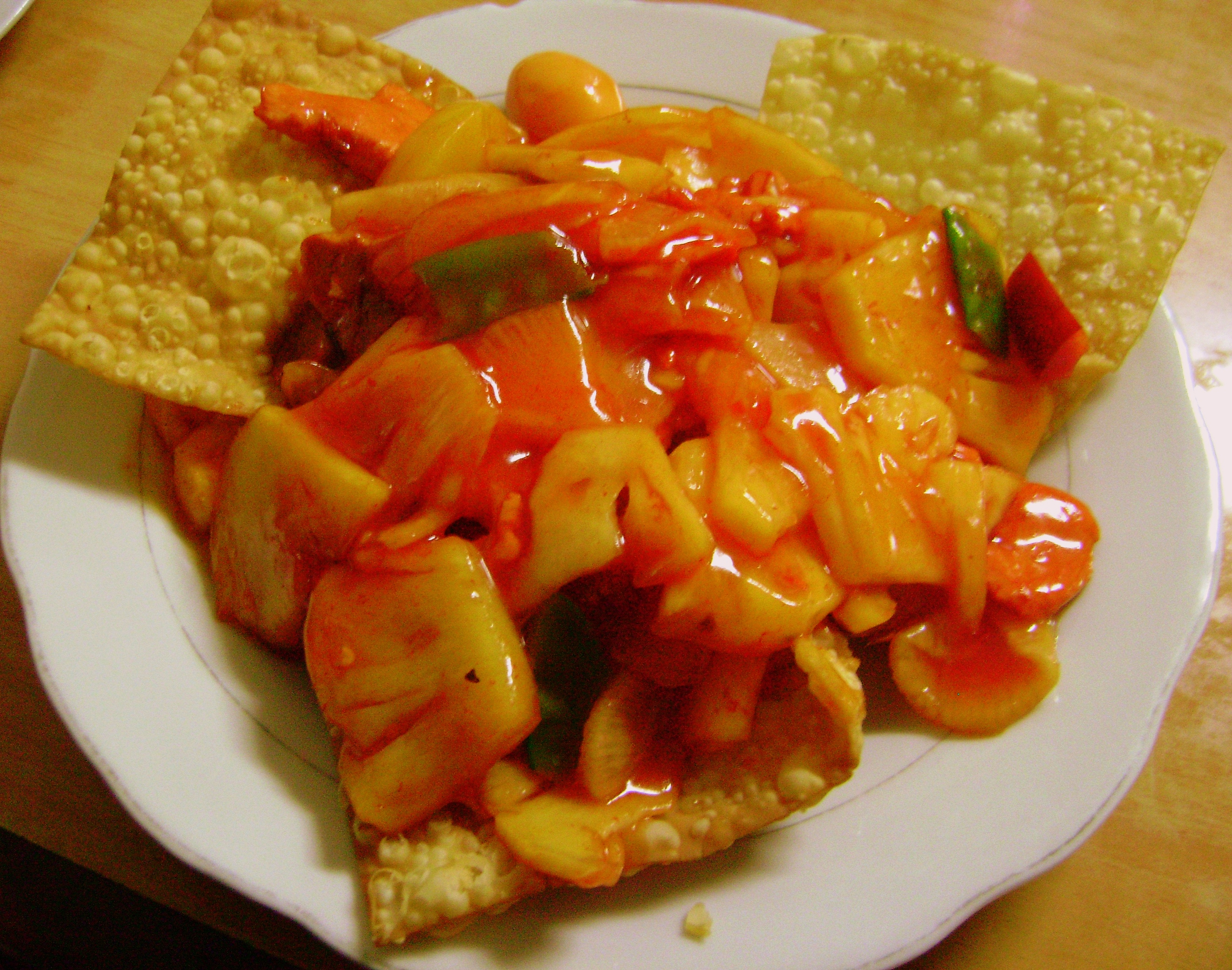
Kam Lu Wantán
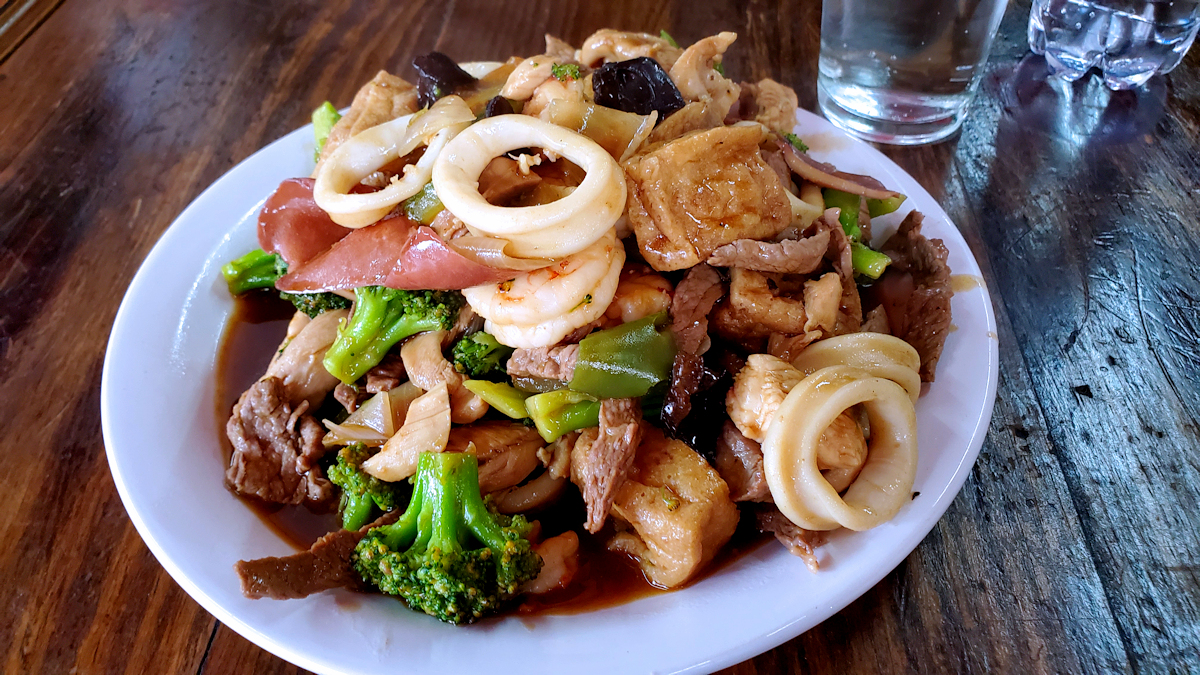
Taypá a la plancha
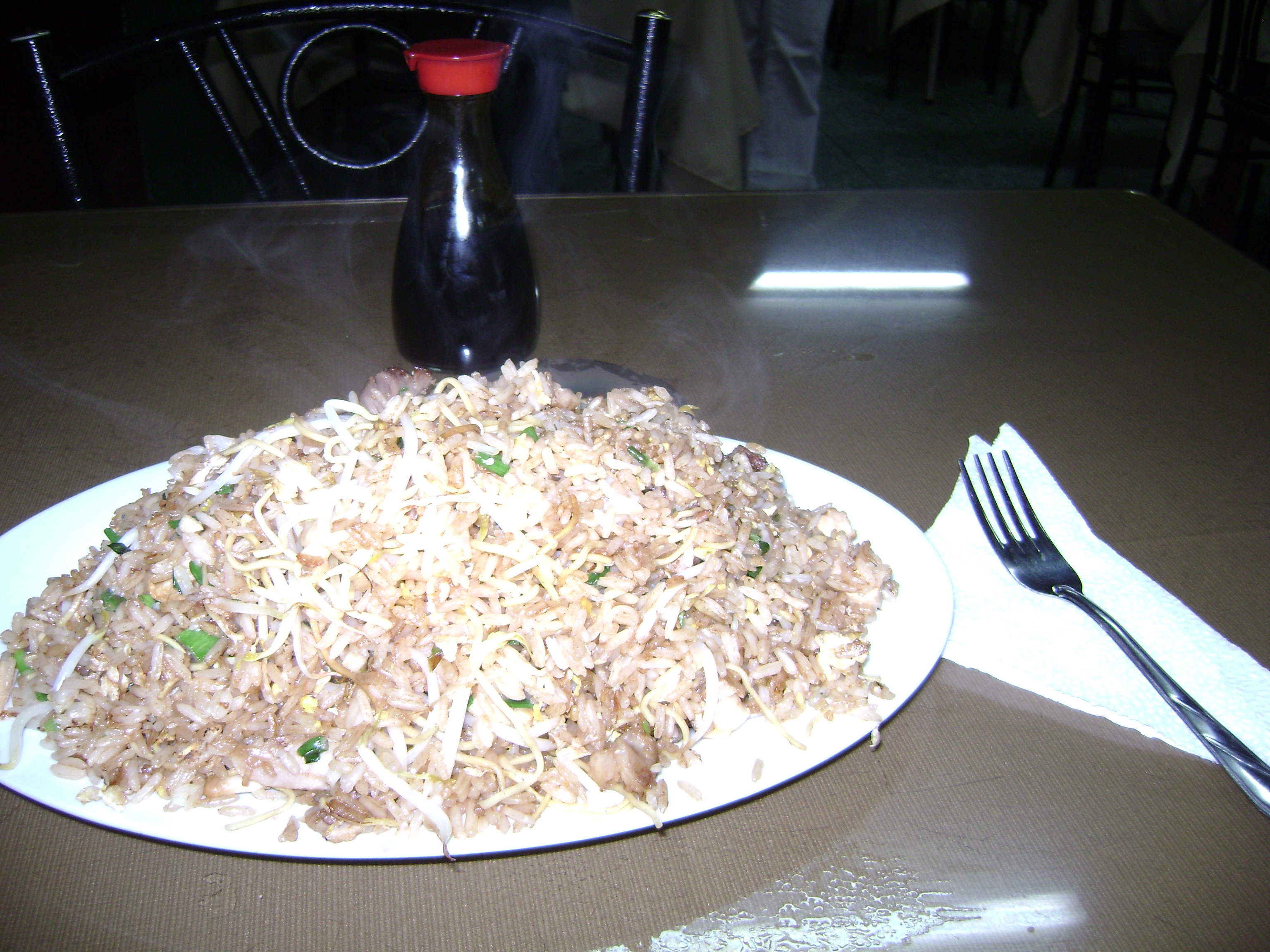
Aeropuerto